# Добров, Пётр Васильевич
Пётр Васильевич Добров (укр. Добров Петро Васильович; 13 июля 1943, Снежное) — историк, декан исторического факультета Донецкого национального университета, доктор исторических наук, профессор, заслуженный работник образования Украины.

## Биография
Родился 13 июля 1943 года в городе Снежное, в многодетной семье. Отец — Василий Митрофанович — шахтер, мать — Александра Яковлевна. Рано начал трудовую деятельность, сначала почтальоном, затем молотобойцем в шахте Ремовская Восточная.
В 1962 году поступил на историко-филологический факультет Шахтинского пединститута. В том же году был призван в ряды Красной армии. После окончания службы перевелся на исторический факультет Донецкого государственного университета, который окончил в 1969 году.
В студенческие годы Петр Васильевич всерьез начал заниматься наукой, первые успехи на этом поприще были отмечены на Первом Всесоюзном конкурсе студенческих научных работ. Тогда, в 1967 году за научную работу «Прорыв Миус-фронта и его значение в освобождении Донбасса» Петр Васильевич был удостоен премии. За активную работу в студенческом научном обществе, в 1969 году был награждён Почетной грамотой Министерства образования СССР.
Петр Васильевич в студенческие годы проявил себя и как активный участник студенческих стройотрядов. География трудовых подвигов отрядов достаточно широка — Средняя Азия, Польша, ГДР.
После окончания Донецкого государственного университета продолжил трудовую деятельность в качестве старшего преподавателя кафедры истории КПСС ДонГУ. В 1970 году поступил в аспирантуру при кафедре истории КПСС, а в 1973 году досрочно защитил кандидатскую диссертацию под руководством Ф. Хорошайлова.
С 1973 года работал лектором Донецкого городского комитета Компартии Украины, старшим преподавателем вечернего университета марксизма-ленинизма.
Следующим этапом научной деятельности Петра Васильевича стала докторская диссертация. Для подготовки научного исследования Петр Васильевич поступил в докторантуру Московского государственного университета им. М. В. Ломоносова. После защиты докторской диссертации карьера Петра Васильевича связана непосредственно с кафедрой истории Украины ДонГУ. Помимо работы на кафедре П. В. Добров исполнял обязанности заместителя декана исторического факультета.
В 1999 году после смерти В. Ф. Бурносова П. В. Добров был избран деканом исторического факультета Донецкого государственного университета. В этом же году был избран членом президиума Украинской академии исторических наук. В 2001 году по инициативе П. В. Доброва был создан Институт истории Донбасса.
В 2001 году Петр Васильевич возглавил Специализированный ученый совет по защите кандидатских и докторских диссертаций. По состоянию на октябрь 2013 года в совете было защищено 300 докторских и кандидатских диссертаций.
Под редакцией П. В. Доброва издается ряд научных исторических журналов: «Исторические и политологические исследования», «Археологический вестник», «Грани истории».
Научное наследие П. В. Доброва составляет 270 научных и научно-методических работ, 35 брошюр, 52 индивидуальных и коллективных монографий.
Помимо этого, Петр Васильевич подготовил 49 кандидатов и 19 докторов исторических наук. Среди них такие известные украинские историки как: А. В. Бредихин, А. В. Гедьо, В. В. Задунайский, В. А. Моргун, И. Я. Тодоров, Л. Г. Шепко
Награды и почетные звания: «Заслуженный работник образования Украины» (2001), «Почетный член Всеукраинского союза краеведов» (2008), «Почетный краевед Донетчины» (2008), «Заслуженный профессор Донецкого национального университета» (2011), Почетный знак Министерства по делам семьи, молодежи и спорта Украины «За активную общественную деятельность» (2007).
Награждён: почетными грамотами Верховной Рады Украины «За особые заслуги перед украинским народом» (2007), Исполкома Донецкого городского совета «За плодотворную научную деятельность, высокий профессионализм, значительный личный вклад в развитие науки и образования» (2007), Кабинета Министров Украины (2008), Министерства образования и науки Украины «За многолетний добросовестный труд, личный вклад в подготовку высококвалифицированных специалистов, плодотворную научно-педагогическую деятельность» (2008), Почетным знаком Донецкого областного Совета «За добросовестную научную деятельность, высокий профессионализм, значительный вклад в развитие науки и образования» (2008). Награждён двумя медалями СССР, медалью К. Жукова, орденом «За заслуги» III степени (2009), медалью «За доблесть» (2011), памятным знаком «Афганская Слава» (2011), орденом Украинской православной церкви «В благословение за труды во славу святой церкви» (2011).